# Can't Stop the Music (film)
Can't Stop the Music is een Amerikaanse musicalfilm uit 1980 met in de hoofdrol de Village People.

## Plot
De film vertelt een fictieve versie van hoe de Village People begonnen waren. De film ontving erg slechte recensies.

## Rolverdeling
| Acteur           | Personage              |
| ---------------- | ---------------------- |
| Village People   | zichzelf               |
| Steve Guttenberg | Jack Morell            |
| Valerie Perrine  | Samantha "Sam" Simpson |
| Bruce Jenner     | Ron White              |
| Paul Sand        | Steve Waits            |
| Tammy Grimes     | Sydney Channing        |

## Prijzen en nominaties
| Wedstrijd                      | Categorie                                                      | Ontvanger(s)                                            | Resultaat   | Ref.  |
| ------------------------------ | -------------------------------------------------------------- | ------------------------------------------------------- | ----------- | ----- |
| Golden Raspberry Awards 1980   | Worst Picture                                                  | Allan Carr                                              | Gewonnen    | [ 1 ] |
| Golden Raspberry Awards 1980   | Worst Actor                                                    | Caitlyn Jenner                                          | Genomineerd | [ 1 ] |
| Golden Raspberry Awards 1980   | Worst Actress                                                  | Valerie Perrine                                         | Genomineerd | [ 1 ] |
| Golden Raspberry Awards 1980   | Worst Supporting Actress                                       | Marilyn Sokol                                           | Genomineerd | [ 1 ] |
| Golden Raspberry Awards 1980   | Worst Director                                                 | Nancy Walker                                            | Genomineerd | [ 1 ] |
| Golden Raspberry Awards 1980   | Worst Screenplay                                               | Bronte Woodard, Allan Carr                              | Gewonnen    | [ 1 ] |
| Golden Raspberry Awards 1980   | Worst Original Song                                            | Jacques Morali voor het lied (You) Can't Stop The Music | Genomineerd | [ 1 ] |
| Golden Raspberry Awards 2004   | Worst 'Musical' of Our First 25 Years                          |                                                         | Genomineerd | [ 1 ] |
| Stinkers Bad Movie Awards 1980 | Worst Picture                                                  | Henri Belolo, Allan Carr, Jacques Morali                | Genomineerd |       |
| Stinkers Bad Movie Awards 1980 | Worst Actor                                                    | Steve Guttenberg                                        | Gewonnen    |       |
| Stinkers Bad Movie Awards 1980 | Worst Supporting Actor                                         | Caitlyn Jenner                                          | Gewonnen    |       |
| Stinkers Bad Movie Awards 1980 | Worst Sense of Direction (Stop them before they direct again!) | Nancy Walker                                            | Genomineerd |       |
| Stinkers Bad Movie Awards 1980 | Worst Song or Song Performance in a Film or End Credits        | Alex Briley voor het lied Milkshake                     | Genomineerd |       |
| Stinkers Bad Movie Awards 1980 | Worst Screenplay                                               |                                                         | Genomineerd |       |
| Young Artist Award 1981        | Best Family Music Album                                        |                                                         | Genomineerd |       |